# 조병주
조병주(趙炳柱, 1942년 12월 1일 ~ )은 조선민주주의인민공화국의 정치인이다. 내각 부총리 겸 기계공업상이며, 조선로동당 중앙위원회 정치국 위원이다. 최고인민회의 제12기 대의원이다.

## 경력
1942년 일제강점기에 태어났다. 용성기계대학을 졸업했으며, 1997년 7월 용성기계연합총국장에 임명되었다. 2000년 12월 용성기계연합기업소 지배인을 거쳐 2005년 7월, 내각의 기계공업상에 올랐다. 2009년 4월 기계공업상에 유임되었으며, 2010년 6월부터 내각 부총리를 맡고 있다. 2010년 9월, 조선로동당 중앙위원회 위원에 선임되었다.

## 최고인민회의 대의원
1998년 7월 최고인민회의 제10기 대의원과 2003년 9월 제11기 대의원을 연이어 지냈으며, 2009년 4월이후 제12기 대의원을 맡고 있다.

## 수훈
2004년 7월 김일성훈장을 받았다.

## 기타
2010년 조명록 사망, 그리고 2011년 김정일 사망 당시에 국가 장의위원회 위원을 맡았다.